# Joanna z Azy
Joanna z Azy, hiszp. Juana d'Aza, właśc. Juana Garcés (ur. ok. 1135 na zamku w Azie w Kastylii, zm. 2 sierpnia 1205 w Caleruega) – matka bł. Manesa i św. Dominika Guzmána, błogosławiona Kościoła rzymskokatolickiego.
Joanna urodziła się do połowy XII wieku i pochodziła z możnej hiszpańskiej rodziny Azów z kastylijskiej miejscowości Aza (dzisiejsze Haza w prowincji Burgos). Jej ojcem był García Garcés, majordom króla Kastylii, matką - Sánchez Pérez; mężem, w 1160 roku, został Feliks z rodu Guzmánów (Félix Núñez Guzmán). Obie rodziny cechowała osobliwa pobożność, znamienitsza niż ich wysokie urodzenie. 
Joanna z Feliksem mieli trzech synów lub czworo dzieci (w zależności od źródła):
- Antoniego (ok. 1164-1190), mnicha z klasztoru Santo Domingo de Silos w prowincji Burgos i późniejszego kapłana diecezjalnego w Caleruega, obecnie uznawanego za Czcigodnego,
- bł. Manessa, lub Mamerto (ok. 1168-1234), również kapłana, towarzysza i pomocnika św. Dominika,
- św. Dominika (ok. 1170-1221), założyciela Zakonu Kaznodziejskiego (dominikanów) i
- córkę o nieznanym imieniu i losach.

Joanna wychowała dzieci na świętych ludzi a własną pobożnością według prawa i woli Bożej, oraz przykładem troski o najuboższych których hojnie obdarowywała jałmużną, umacniała ich w wierze.
Według dominikańskiej tradycji Joanna przybyła z pielgrzymką do sanktuarium św. Dominika z Silos (klasztor w Santo Domingo de Silos w Burgos) wypraszając za wstawiennictwem św. Dominika syna, św. Dominika Guzmána. W dowód wdzięczności synowi dała imię po opacie z Silos.
Zmarła w opinii świętości i została pochowana w parafii św. Sebastiana w Caleruega (hiszp. Parroquia de San Sebastián de Caleruega), a jej lokalny kult szybko się rozpowszechnił.
Jej relikwie zostały złożone w kościele Peñafiel (hiszp. Peñafiel).
1 października 1828 roku została beatyfikowana przez Leona XII.
Jej wspomnienie liturgiczne obchodzone jest 2 lub 18 sierpnia razem z synem bł. Menessem.
Mąż Joanny, Feliks Guzmán, zmarł w wieku 60 lat również w opinii świętości w swoim środowisku i obecnie uważany jest za Czcigodnego.